# Aparammoecius shogranicus
Aparammoecius shogranicus är en skalbaggsart som beskrevs av Riccardo Pittino 1997. Aparammoecius shogranicus ingår i släktet Aparammoecius och familjen Aphodiidae. Inga underarter finns listade i Catalogue of Life.